# Reuben Goodstein
Reuben Louis Goodstein (ur. 15 grudnia 1912 w Londynie, zm. 8 marca 1985 w Leicesterze) – angielski matematyk i filozof matematyki.

## Życiorys
Jako chłopiec uczęszczał do St Paul’s School w Londynie. Pracę magisterską złożył na Uniwersytecie Cambridge. Pracował następnie w Uniwersytecie Reading, ale większość kariery akademickiej spędził na Uniwersytecie Leicester. Doktorat obronił na Uniwersytecie Londyńskim w 1946 nadal pracując w Reading. Był studentem Wittgensteina i Littlewooda.
W publikacji Transfinite Ordinals in Recursive Number Theory z 1947 roku Goodsteina wprowadził termin tetracja, którego użył w twierdzeniu Goodsteina. Później termin ten spopularyzował Rudy Rucker w pracy Infinity and the Mind.
Jest autorem pracy Constructive Formalism. Essays on the foundations of mathematics, w której przedstawia idee finityzmu.